# Jámy (Rychnov nad Kněžnou)
Jámy (německy Gruben) je část okresního města Rychnov nad Kněžnou. Nachází se na jihu Rychnova nad Kněžnou. V roce 2009 zde bylo evidováno 10 adres. V roce 2001 zde trvale žilo 16 obyvatel.
Jámy leží v katastrálním území Jámy u Rychnova nad Kněžnou o rozloze 0,96 km2.

## Další fotografie

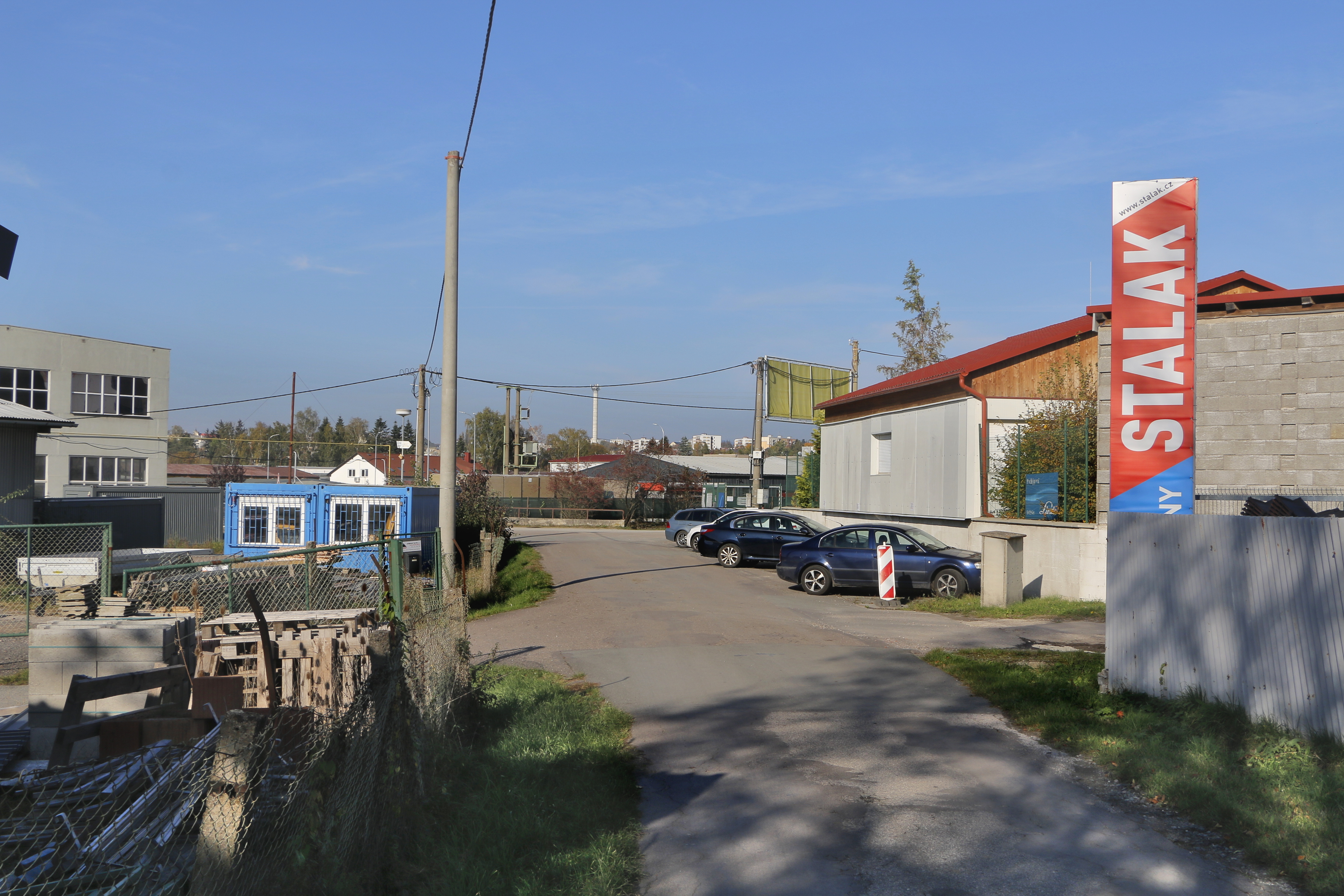
Průmyslová zóna
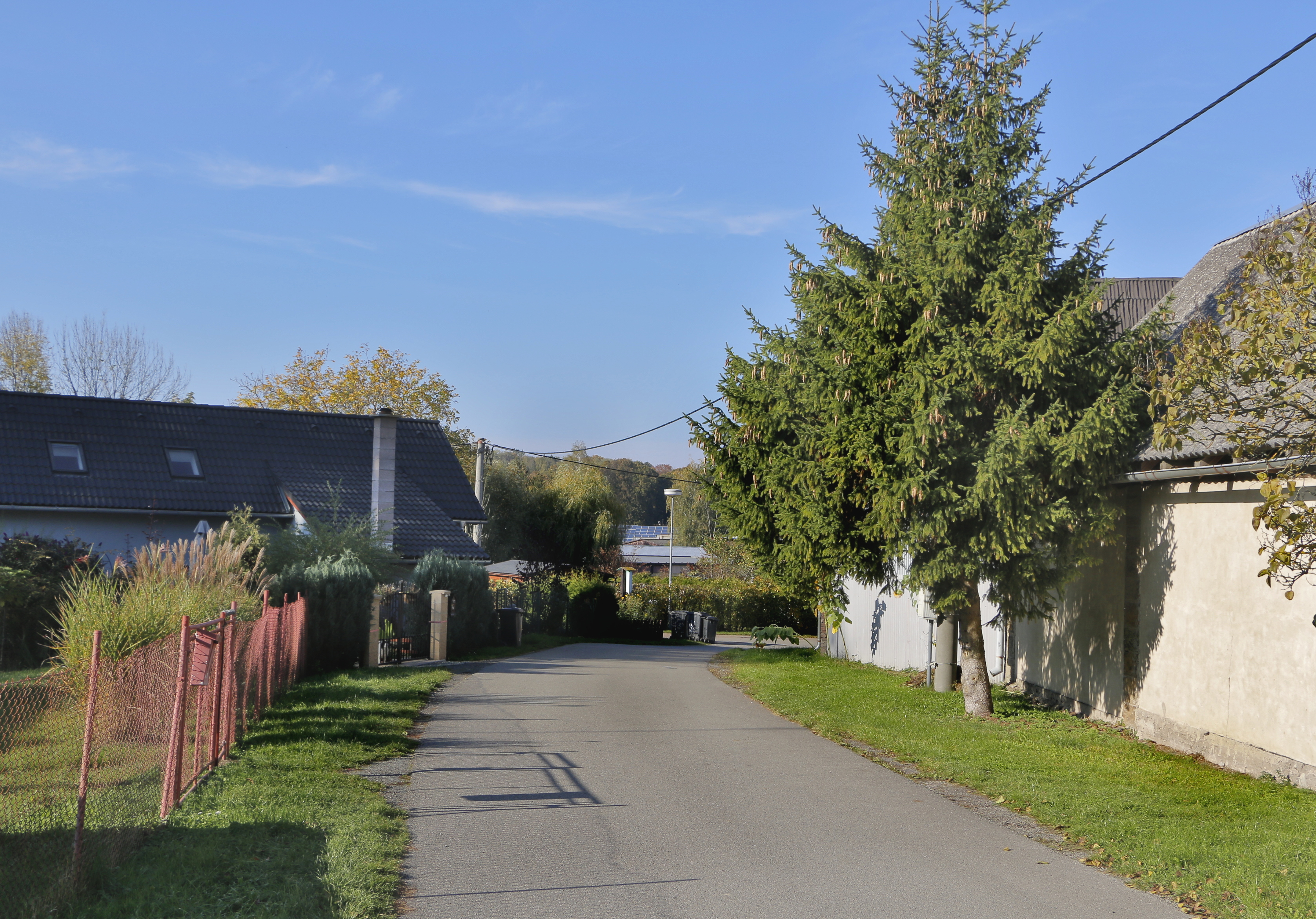
Silnice k Rychnovu nad Kněžnou
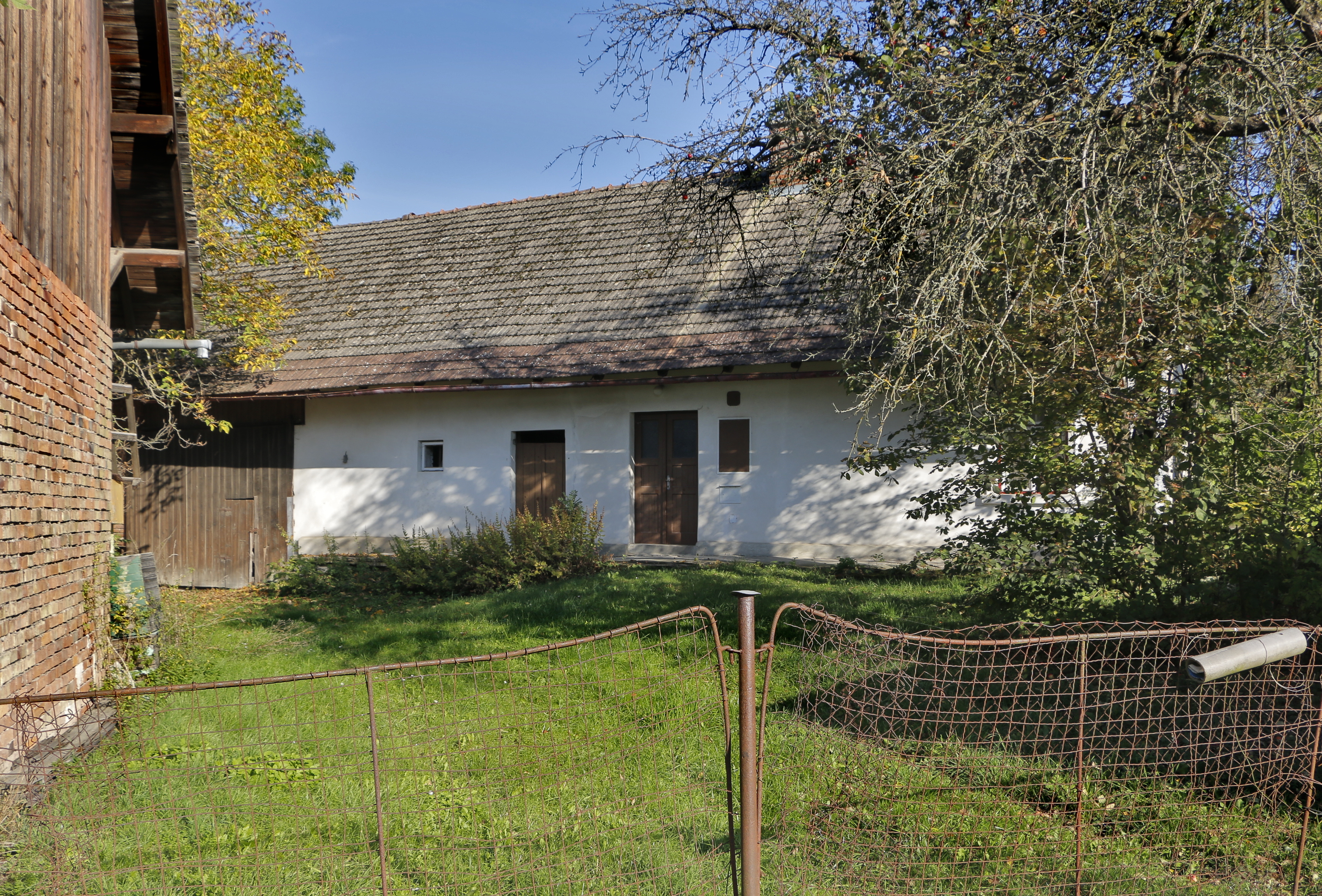
Dům čp. 11